# آنا فاجدا
آنا فاجدا (بالمجرية: Vajda Anna)‏ مواليد 3 سبتمبر 1984 في بودابست، هي لاعبة كرة سلة مجرية. بدأت مسيرتها الاحترافية في سنة 2001. تلعب في الدوري التركي لكرة السلة للسيدات. يبلغ طولها 6 قدم 3 بوصة (1.9 م).

## المسيرة الاحترافية
لعبت مع نادي فنربخشة لكرة السلة للسيدات في موسم 2010–2011، ثم لعبت مع نادي أفينيدا لكرة السلة للسيدات في موسم 2011–2012، ثم لعبت مع نادي سامسون لكرة السلة للسيدات في موسم 2012–2013، ثم لعبت مع نادي بوتاش الرياضي في موسم 2013-2014.

## الإنجازات
- الدوري التركي لكرة السلة للسيدات
  - 2015–16

## روابط خارجية
- آنا فاجدا على موقع الاتحاد الدولي لكرة السلة (الإنجليزية)
- آنا فاجدا على موقع كرة السلة الأوروبية.كوم (الإنجليزية)
- آنا فاجدا على موقع بروبوليرز (الإنجليزية)